# Wallen Hoogezand
Wallen Hoogezand is een voormalig waterschap in de provincie Groningen.
Het schap had als taak het herstellen en onderhouden van de boordvoorzieningen van het (sinds de jaren 60 gedempte) Oude Winschoterdiep in Hoogezand.